# Шип (община Пале)
Шип (на сръбски: Шип) е село в Босна и Херцеговина, разположено в община Пале, в ентитета на Република Сръбска. Намира се на 841 метра надморска височина. Населението му според преброяването през 2013 г. е 5 души, от тях: 5 (100 %) сърби.

## Население
Численост на населението според преброяванията през годините:
- 1961 – 77 души
- 1971 – 51 души
- 1981 – 17 души
- 1991 – 16 души
- 2013 – 5 души